# Arrondissement de Pont-l'Évêque
Pour les articles homonymes, voir Pont-l'Évêque.
L'arrondissement de Pont-l'Évêque est un ancien arrondissement français du département du Calvados. Comme l'arrondissement de Falaise, il fut créé le 17 février 1800 et supprimé par décret-loi le 10 septembre 1926. 

## Composition
Il comprenait six cantons : 
- canton de Blangy-le-Château,
- canton de Cambremer,
- canton de Dives, remplacé par celui de Dozulé (ordonnance du 3 décembre 1831)[1],
- canton de Honfleur,
- canton de Pont-l'Évêque,
- canton de Trouville-sur-Mer, créé par une division du canton de Pont-l'Évêque (loi du 1er août 1872)[1].

Après la suppression de l'arrondissement de Pont-l'Évêque, ces cantons furent incorporés à l'arrondissement de Lisieux.

## Sous-préfets
| Période           | Période           | Identité                                                | Fonction précédente                                                          | Observation                                                               |
| ----------------- | ----------------- | ------------------------------------------------------- | ---------------------------------------------------------------------------- | ------------------------------------------------------------------------- |
|                   |                   |                                                         |                                                                              |                                                                           |
| 12 août 1856      | 12 mars 1861      | Michel Decazes                                          | Adjoint au maire de Fontainebleau                                            | Nommé sous-préfet de Lisieux                                              |
|                   |                   |                                                         |                                                                              |                                                                           |
| 20 mars 1861      |                   | Charles Étienne Marc du Breuil-Hélion de La Guéronnière | sous-préfet de Die                                                           | Officier de la Légion d'honneur                                           |
|                   |                   |                                                         |                                                                              |                                                                           |
| 24 mai 1876       | 7 juillet 1877    | Jean-Marie du Chaylard                                  | Conseiller de préfecture de la Charente                                      | Nommé sous-préfet de Saint-Yrieix                                         |
| 30 décembre 1877  | 25 juillet 1878   | Jean-Baptiste Joppé                                     |                                                                              | Nommé conseiller de préfecture du Territoire-de-Belfort                   |
| 25 juillet 1878   | 5 octobre 1884    | Eugène Couly                                            | Sous-préfet de La Réole                                                      | Nommé sous-préfet de Lisieux                                              |
| 5 octobre 1884    | 21 août 1885      | Marie-Louis Daubian-Delisle                             |                                                                              | Nommé sous-préfet de Nogent-le-Rotrou                                     |
| 21 août 1885      | 10 janvier 1888   | Édouard Ferré                                           | Sous-préfet de Nogent-le-Rotrou                                              | Nommé sous-préfet de Thiers                                               |
| 10 janvier 1888   | 22 mars 1889      | Eugène Ménard                                           | Sous-préfet de Nogent-sur-Seine                                              | Nommé secrétaire général de la préfecture des Deux-Sèvres                 |
| 22 mars 1889      | 22 décembre 1891  | Hippolyte Morice                                        | Sous-préfet de Vitré                                                         | Nommé sous-préfet d'Issoire                                               |
| 22 décembre 1891  | 31 juillet 1894   | André Sauger                                            |                                                                              | Nommé sous-préfet de Coulommiers                                          |
| 31 juillet 1894   | 13 septembre 1897 | Hippolyte Charrier                                      |                                                                              | Remplacé                                                                  |
| 13 septembre 1897 | 31 mai 1902       | René Grangier de la Marinière                           | Sous-préfet de Muret                                                         | Retraite                                                                  |
| 31 mai 1902       | 1er mars 1905     | Claude Guindey                                          |                                                                              | Remplacé                                                                  |
| 1er mars 1905     | 3 août 1909       | Pierre Trouillot                                        | Secrétaire particulier du ministre de l'industrie, du commerce et des postes | Nommé chef adjoint du cabinet du ministre des Colonies                    |
| 3 août 1909       | 12 janvier 1914   | Paul Toulza                                             | Sous-préfet de Nogent-sur-Seine                                              | Nommé sous-préfet d'Autun                                                 |
| 12 janvier 1914   | 3 août 1914       | René Roland-Marcel                                      | Chef adjoint du cabinet du président du conseil Louis Barthou                | Mobilisé pour la guerre                                                   |
|                   |                   |                                                         |                                                                              |                                                                           |
| 20 février 1915   | 10 octobre 1916   | Edmond Richard                                          | Secrétaire général de la préfecture de Saône-et-Loire                        | Mobilisé pour la guerre sur sa demande Nommé Sous-préfet de Mirande       |
| 12 octobre 1916   |                   | René Bassignot                                          | Sous-préfet de Tonnerre                                                      | Mort en fonction                                                          |
| 4 mars 1921       | 5 août 1926       | Amédée Bussière                                         | Sous-préfet de Nogent-le-Rotrou                                              | Nommé sous-préfet de Lisieux                                              |
| 6 août 1926       | 22 septembre 1926 | Emile Maljean                                           | Sous-préfet de Redon                                                         | Rattaché à la préfecture du Calvados à la fermeture de la sous-préfecture |